# Schloßplatz (Dresda)
La Schloßplatz (in italiano piazza del castello o piazza del palazzo) è una piazza situata nel centro di Dresda.

Panoramica della piazza

Prende il nome dal castello di Dresda, la residenza reale dei sovrani di Sassonia, che si affaccia sul lato sud della piazza. La Schloßplatz è delimitata dalla Katholische Hofkirche, dalla Sächsische Ständehaus, dal Georgentor e dal ponte Augusto sul fiume Elba. Risalente al XV secolo, la piazza fu distrutta durante il bombardamento di Dresda nella seconda guerra mondiale. Negli ultimi anni gli edifici che circondano la piazza sono stati in gran parte restaurati in modo tale da preservare la storicità della città.